# Hogräns kyrka
Hogräns kyrka är en kyrkobyggnad på Gotland. Den tillhör Vall, Hogrän och Atlingbo församling och Eskelhems pastorat i Visby stift.

## Kyrkobyggnaden
Den medeltida stenkyrkan består av långhus med ett smalare rakt avslutat kor, ett kyrktorn i väster samt en nordlig sakristia. Det äldsta murverket finns i tornet, som uppfördes omkring 1200 till en romansk kyrka, vars grundmurar påträffades vid en utgrävning i samband med restaureringen 1953 - 1954 (arkitekt Ragnar Jonsson). Denna tidigare kyrka hade reliefer i fasaden, så kallad ikonisk kyrka, av vilka en del finns inmurade i nuvarande långhus. Omkring 1300 byggdes nuvarande långhus, kor och sakristia i gotisk stil. Både långhus och kor har praktfulla perspektivportaler i söder, vilka utgör blickfång i exteriören (ovanför långhusportalen finns en romansk fönsteromfattning). Fönsteröppningarna är stora och spetsbågiga, östväggen uppbryts av en trefönstergrupp. Tornet, med relativt låga murar, kröns av en åttkantig tornspira rymmande klockvåning. En rundbågeportal finns på tornets nordsida. Invändigt täcks det breda långhuset av två tältvalv, vilka får stöd av stora pilastrar. En vid, spetsbågig muröppning leder till koret, som täcks av ett tältvalv. Till den tunnvälvda sakristian leder en medeltida dörr med järnbeslag.

## Inventarier
- Den åttakantiga dopfunten med reliefer är av sandsten och tillverkades av Byzantios på 1100-talet.
- Ett triumfkrucifix är från 1100-talet.
- Ett sakramentsskåp är från 1400-talet.
- Altaruppsatsen i huggen sandsten tillverkades 1634 av Peter van Eghens verkstad.
- Predikstolen tillverkades enligt inskrift 1637 och målades 1674 av Johan Bartsch d.y.

### Orgel
- Orgeln byggdes 1859 av Olof Niclas Lindqvist i Sanda. Den omändrades 1966 av Andreas Thulesius, Klinthamn. Orgeln är mekanisk.

| Manual I      | Manual II     | Pedal           | Koppel |
| Gedackt 8’    | Gedackt 8’    | Subbas 16’      | I/P    |
| Fugara 8’     | Spetsflöjt 4’ | Principalbas 8’ | II/P   |
| Principal 4’  | Principal 2’  |                 | II/I   |
| Rörflöjt 4’   | Nasat 1 1⁄3’  |                 |        |
| Oktava 2'     |               |                 |        |
| Mixtur III ch |               |                 |        |

#### Diskografi
- Holmgren, Claes (2013). ”Mekanikus Lindqvists orgel i Hogrän”. Organ document Gotland : meeting nine organs. Visby: Visby domkyrkoförsamling. Libris 14683788

## Bildgalleri

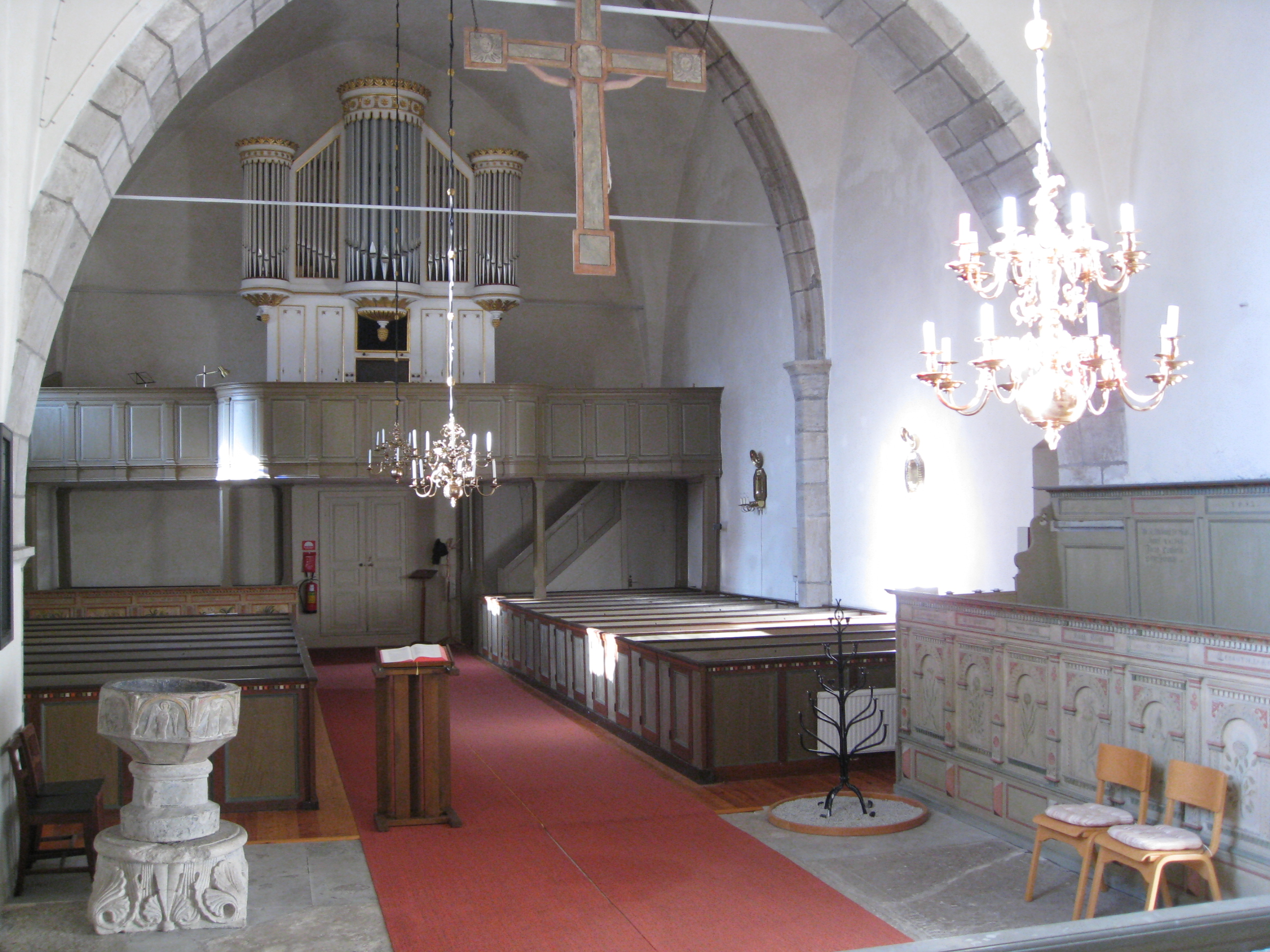
Kyrkorum mot väster
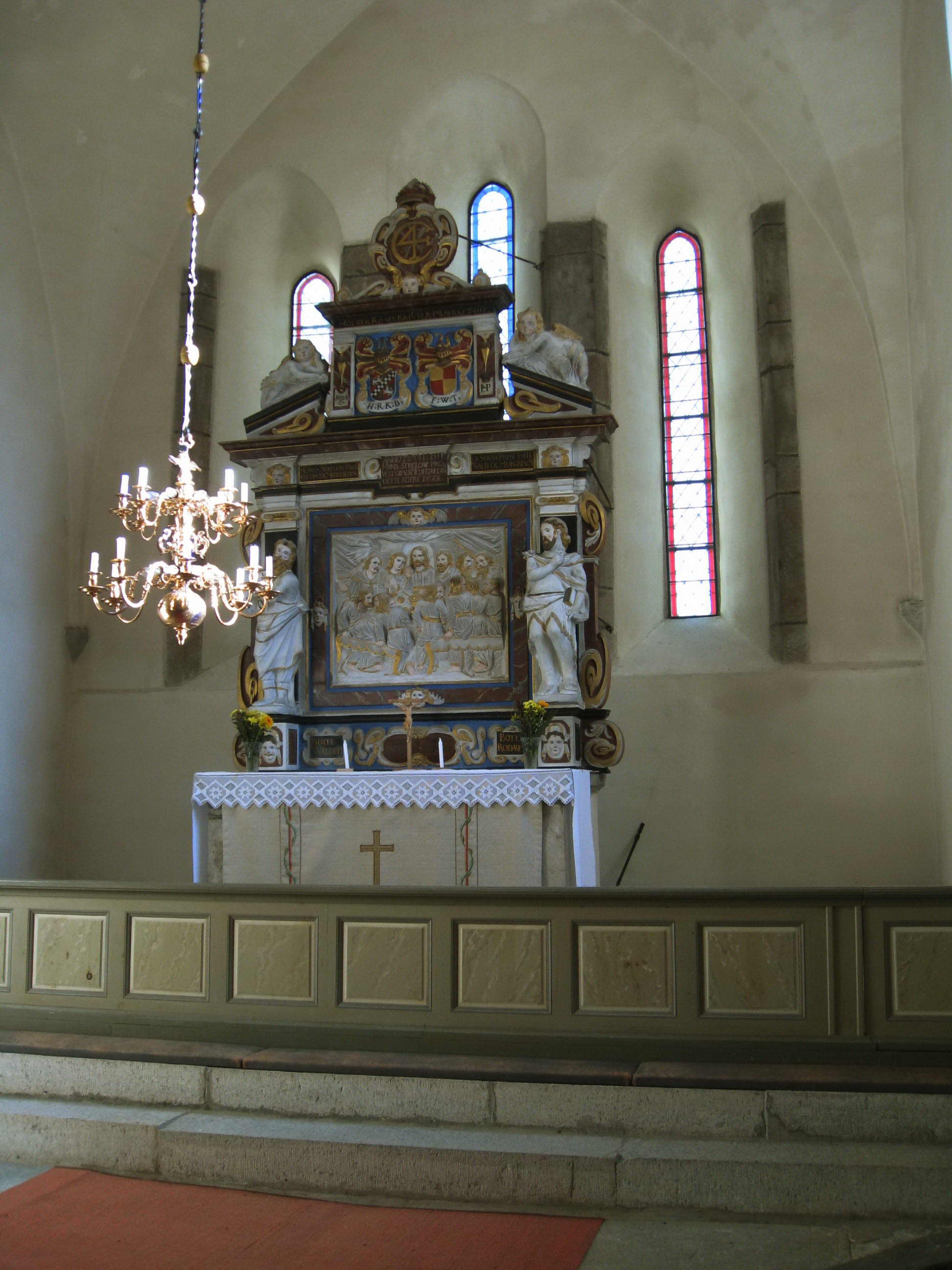
Altaruppsats

### Webbkällor
- byggnadspresentation (Fritt material varifrån denna artikel delvis är hämtad)
- Hogrän kyrka på Guteinfo med bilder
- PaGotland.se
- Orgelanders
- församlingens sida